# Aleksandar Pavlović
Aleksandar Pavlović (srbskou cyrilicí: Александар Павловић; * 3. května 2004) je německý profesionální fotbalista, který hraje na pozici defenzivního záložníka za klub FC Bayern Mnichov.

## Klubová kariéra
Pavlović je mládežnickým odchovancem SC Fürstenfeldbruck a v roce 2011 přestoupil do akademie Bayernu Mnichov. Dne 23. července 2021 Pavlović prodloužil smlouvu s klubem do roku 2022. Dne 3. května 2022 podepsal novou smlouvu s Bayernem do roku 2024. Ve stejném měsíci začal poprvé trénovat se seniorským týmem Bayernu Mnichov a následně se objevil na lavičce ve dvou bundesligových zápasech.
Pavlović hrál za seniorský tým Bayernu v předsezónní přípravě v létě 2023. V seniorském týmu Bayernu Mnichov debutoval jako náhradník při bundesligové výhře 8:0 nad Darmstadtem 28. října 2023. Dne 1. listopadu 2023 podepsal další profesionální smlouvu s Bayernem do roku 2027. Dne 4. listopadu si připsal svou první asistenci v Bundeslize u třetího gólu, který vstřelil Harry Kane při výhře 4:0 nad Borussií Dortmund. O týden později si připsal svůj první start v základní sestavě při výhře 4:2 nad 1. FC Heidenheim. Dne 29. listopadu debutoval v Lize mistrů, když nastoupil z lavičky v 64. minutě při bezbrankové remíze s Kodaní. Dne 27. ledna 2024 vstřelil svůj první gól při venkovním bundesligovém vítězství 3:2 nad FC Augsburg.

## Reprezentační kariéra
Pavlović se narodil v Německu, je srbského původu a má dvojí občanství. V září 2021 byl povolán do srbského týmu do 18 let na sérii přátelských zápasů. V listopadu 2023 byl povolán do německé reprezentace do 20 let.

## Statistiky

### Klubové
Platí k zápasu hranému 1. března 2024.
| Klub              | Sezóna            | Liga                | Liga   | Liga | Národní pohár | Národní pohár | Kontinentální | Kontinentální | Celkově | Celkově |
| Klub              | Sezóna            | Soutěž              | Zápasy | Góly | Zápasy        | Góly          | Zápasy        | Góly          | Zápasy  | Góly    |
| ----------------- | ----------------- | ------------------- | ------ | ---- | ------------- | ------------- | ------------- | ------------- | ------- | ------- |
| Bayern Mnichov II | 2022/23           | Regionalliga Bayern | 6      | 0    | —             | —             | —             | —             | 6       | 0       |
| Bayern Mnichov II | 2023/24           | Regionalliga Bayern | 3      | 0    | —             | —             | —             | —             | 3       | 0       |
| Bayern Mnichov II | Celkově           | Celkově             | 9      | 0    | —             | —             | —             | —             | 9       | 0       |
| Bayern Mnichov    | 2023/24           | Bundesliga          | 12     | 2    | 0             | 0             | 1             | 0             | 13      | 2       |
| Celkově v kariéře | Celkově v kariéře | Celkově v kariéře   | 21     | 2    | 0             | 0             | 1             | 0             | 22      | 2       |